# Triopas
Triopas är en prins på ön Rhodos i grekisk mytologi. Han är son till solguden Helios och nymfen Rhode som är härskarinna på ön Rhodos där han växer upp. En del källor hävdar att Poseidon och Canace skulle vara hans mor och far. Triopas har sex bröder och en syster, Elyktro, som dör ung. Bröderna heter Kerakfos, Okhimos, Aktis, Tenages, Makareus och Kandalos. Alla Helios och Rhodes söner är framgångsrika astronomer på ön Rhodos. Triopas och fyra av hans börder; Aktis, Makareus och Kandalos, blir avundsjuka på sin femte bror Tenages för hans kunskaper i naturvetenskap. Det hela slutar med att de dödar den yngre brodern.